# Calcícola

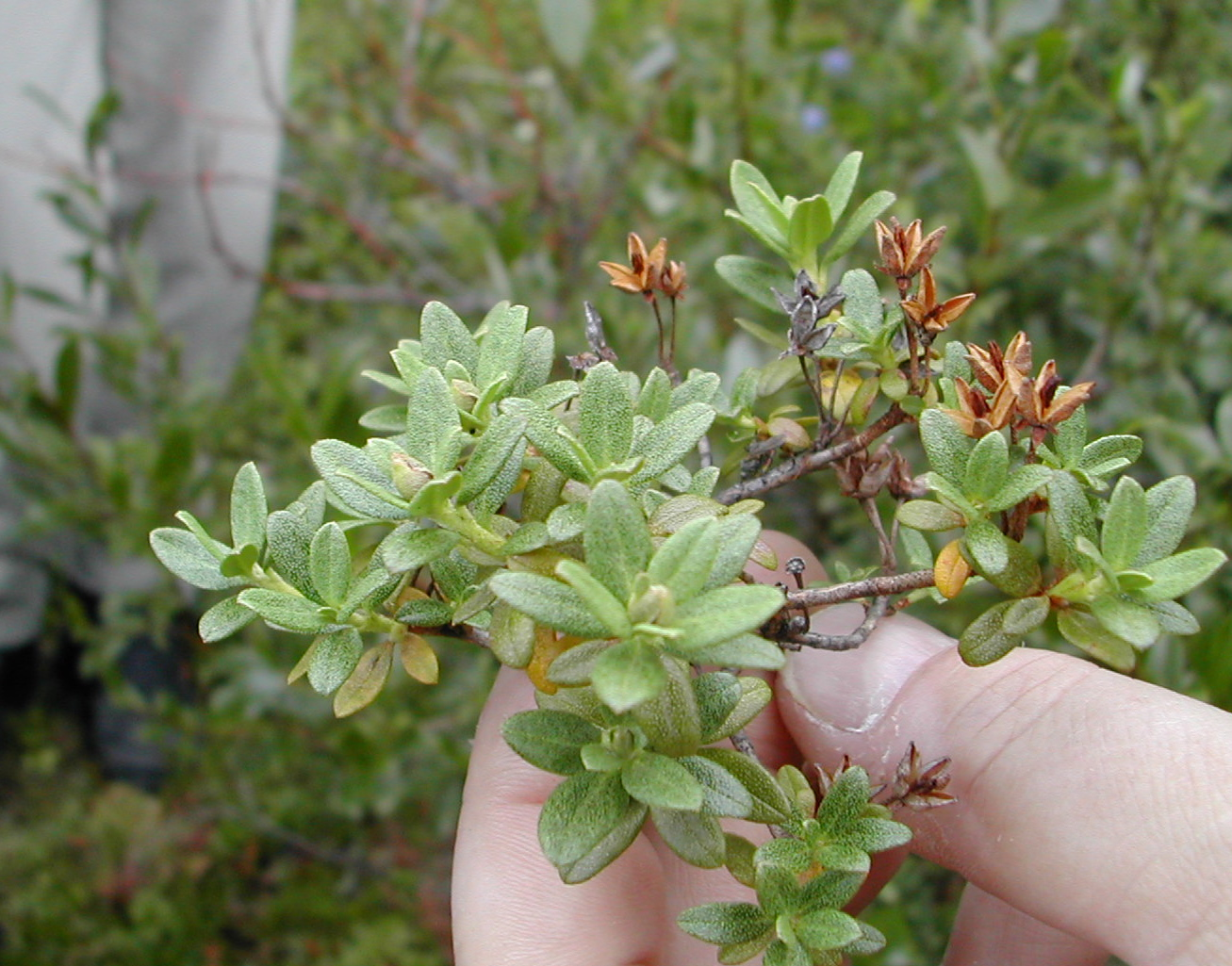
Rhododendron lapponicum.

Calcícola, calcifita o calcifila es una planta que crece en suelos calcáreos, ricos en carbonato de calcio. La palabra se deriva del latín. Bajo condiciones ácidas, el aluminio se hace más soluble y menos los fosfato. Como consecuencia, las plantas que han crecido en suelos calcícolas o ácidos a menudo desarrollan los síntomas de toxicidad de aluminio, es decir, necrosis y la deficiencia de fosfato, es decir, antocianosis (enrojecimiento de las hojas) y retraso del crecimiento.
Se opone a los términos silicícola y calcífuga.
Muchos cactus como el saguaro (Carnegia gigantea) poseen un ciclo de carbono a través del cual fijan el dióxido de carbono de la atmósfera y lo colocan en la tierra en forma de carbonato de calcio.

## Ejemplos de plantas calcícolas
Arbustos
- Cornus mas
- Cistus monspeliensis

Plantas herbáceas
- Bupleurum falcatum
- Digitalis lutea
- Geranium sanguineum
- Helleborus foetidus
- Hepatica nobilis
- Inula conyza
- Lactuca perennis
- Laserpitium latifolium
- Origanum vulgare
- Teucrium chamaedrys
- Remolacha
- Clematis
- Algunas orquídeas europeas
- Algunas plantas suculentas del género Sansevieria y Titanopsis o cactus del género Thelocactus.
- Pastizales calcícolas